# Matias de Sousa Villalobos
Matias de Sousa Villalobos fou un músic portuguès del segle xvii Fou mestre de capella de la Seu de Coïmbra, distingint-se com a compositor de música religiosa. El 1691 publicà una col·lecció de misses i motets, que ja degué ésser publicada anteriorment, ja que en la portada diu <sale nuevamente a la luz>. També publicà un Arte de canto llano, que porta la data de 1688, i que fou molt celebrat en el seu temps.